# Prix du premier roman
Il Prix du premier roman è un riconoscimento letterario assegnato annualmente miglior romanzo inedito di autore dai 18 ai 30 anni.
Creato nel 1977, è assegnato da una giuria di critici letterari.
A partire dal 1988 premia anche un giovane scrittore straniero.

## Albo d'oro Prix du premier roman
| - 1977 Michel Arrivé: Les Remembrances du vieillard idiot - 1978 Non assegnato - 1979 Marco Koskas: Balance Bounel - 1980 Dan Franck: Les calendes grecques - 1981 Annick Geille: Portrait d'un amour coupable - 1982 Bruno Racine: Le gouverneur de Morée - 1983 Elvire Murail: Escalier - 1984 Jean-Philippe Arrou-Vignod: Le rideau sur la nuit - 1985 Non assegnato - 1986 Alexandre Jardin: Bille en tête - 1987 Jean-François Merle: Cale sèche - 1988 Nadine Diamant: Désordres - 1989 Louis-Jacques Liandier: Comme un voleur dans la nuit - 1990 Caroline Tiné: L'immeuble - 1991 Patrick Séry: Le maître et le scorpion - 1992 Isabelle Jarry: L'homme de la passerelle - 1993 Christophe Bataille: Annam - 1994 Jean-François Kervéan: La folie du moment - 1995 Sophie Fontanel: Sacré Paul - 1996 Pascal Roze: Le chasseur Zéro - 1997 Raymond Bozier: Lieu-dit - 1998 Christine Chaufour Verheyen: Rive dangereuse - 1999 Boualem Sansal: Le serment des barabares | - 2000 Bruno Gibert: Claude - 2001 Claire Béchet: Entre parenthèses - 2002 Christophe Dufossé: L'heure de la sortie - 2003 Yasmina Trabouli: Les enfants de la place - 2004 Caroline Sers: Tombent les avions - 2005 Hédi Kaddour: Waltenberg - 2006 Max Monnehay: Corpus Christine - 2007 Ingris Thobois: Le roi d'Afghanistan ne noue a pas mariés - 2008 Thierry Dancourt: Hôtel de Lausanne - 2009 Jocelyn Bonnerave: Nouveaux Indiens - 2010 Victor Cohen-Hadria: Les trois saisons de la rage - 2011 Marien Defalvard: Du temps qu'on existait - 2012 Christophe Carlier: L'assassinà la pomme verte - 2013 Olivier Lebé: Repulse Bay - 2014 Jean-Pierre Orban: Vera - 2015 Didier Castino: Après le silence - 2016 Gaël Faye: Petit pays - 2017 Jean-Baptiste Andrea: Ma Reine - 2018 Clélia Renucci: Concours pour le paradis - 2019 Géraldine Dalban-Moreynas: On ne meurt pas d’amour - 2020 Ketty Rouf: On ne touche pas - 2021 Maud Ventura: Mon Mari - 2022 Maria Larrea: Les gens de Bilbao naissent où ils veulent - 2023 Charles Salles: Alain Pacadis, face B - 2024 Laure Gauthier: Melusine reloaded |

## Albo d'oro Prix du Premier Roman Etranger
| - 1998 Martin Suter: Small World - 1999 Boualem Sansal: Le Serment des barbares - 2000 Jim Fergus: Mille femmes blanches - 2001 Keith Ridgway: Mauvaise Pente - 2002 Gwen Edelman: Dernier refuge avant la nuit - 2003 Lavinia Greenlaw: Quand Mary marcha sur l'eau - 2004 Inderjit Badhwar: La chambre des parfumes - 2005 Samina Ali: Jourd de pluie à Madras - 2006 Benjamin Kunkel: Indécision - 2007 Dinaw Mengestu: Les belles choses que porte le ciel - 2008 James Cañón: Dans la ville des veuves intrépides - 2009 Chloe Aridjis: Le livre des nuages | - 2010 Amanda Smyth: Black Rock - 2011 Nic Pizzolatto: Galveston - 2012 Amy Waldman: Un concours de circonstances - 2013 Patrick McGuinness: Les cent derniers jours - 2014 Rene Denfeld: En ce lieu enchanté - 2015 Vanessa Barbara: La Nuit de la laitue ex aequo Maja Haderlap: L’Ange de l’oubli - 2016 Davide Enia: Sur cette terre comme au ciel - 2017 Katharina Winkler: Les bijoux bleus - 2018 Shih-Li Kow: La Somme de nos folies - 2019 Sana Krasikov: Les Patriotes - 2020 Olja Savičević: Adios cow-boy - 2021 Daniel Loedel: Hadès, Argentine - 2022 Jarred McGinnis: Le lâche - 2023 Tom Crewe: La Vie nouvelle - 2024 Greta Olivo: La couleur noire n’existe pas (Spilli) |